# 汤姆·玛尼亚蒂斯
汤姆·玛尼亚蒂斯（1943年5月8日—）是一位美国分子与细胞生物学家，哥伦比亚大学教授，1985年获理查德·劳恩斯伯里奖，1999年获雅各布和露易丝加贝生物技术和医学奖。